# Richard van Vloten
Richard van Vloten (Den Haag, 1971) is een Nederlands voormalig korfballer en huidig korfbalcoach. Hij is de partner van oud-topkorfbalster Henriëtte Brandsma.
In 2022 en 2023 werd Van Vloten uitgeroepen tot Beste Coach van het Jaar. In seizoen 2022-2023 wist hij met DVO zich te plaatsen voor de Nederlandse zaalfinale in Ahoy. 

## Speler
Van Vloten speelde korfbal bij de Haagse clubs HKV en Ons Eibernest, wat in de Hoofdklasse speelde.
In 1997 verruilde hij Den Haag voor Heelsum om te spelen bij DKOD. Hier speelde hij 2 seizoenen.
In 1999 ging hij spelen bij het Bennekomse DVO, waar hij nog 7 seizoenen speelde. Hij stopte in 2006 als actieve speler.

## Coach

### ODIK en SKF
Na zijn carrière als speler werd Van Vloten coach. Zijn eerste coachingsklus was bij ODIK van 2006 t/m 2008.
Na 2 seizoenen bij ODIK werd Van Vloten hoofdcoach bij SKF uit Veenendaal. De club was ambitieus en was in de zaalcompetitie in 2007-2008 net 2e geworden in de Hoofdklasse B, waardoor het net de play-offs miste. Met Van Vloten aan het roer wilde SKF deze play-offs gaan halen. In de 2 seizoenen met Van Vloten als coach werden deze play-offs niet gehaald, want zowel in 2009 als in 2010 eindigde SKF op de 6e plaats.

### Uitstap naar België
In 2010 stapte Van Vloten over van het Nederlandse SKF naar de Belgische topclub Riviera. De club was in 2009-2010 nog Belgisch veldkampioen geworden en wilde deze titel prolongeren.
Helaas lukte dit niet en werden er in de 2 seizoenen onder Van Vloten geen prijzen meer behaald.

### Terug naar Nederland
In 2012 werd Van Vloten hoofdcoach bij het Eindhovense DSC. In 2014 lukte het Van Vloten en de club om in de zaal te promoveren van de Overgangsklasse naar de Hoofdklasse, het 1 na hoogste niveau in Nederland.
In het eerste seizoen in de Hoofdklasse, 2014-2015 werd DSC op 1 punt na 3e in de Hoofdklasse B waardoor het net de play-offs miste. Echter had DSC wel meteen laten zien dat ze ambitieus waren.
In het seizoen erna, 2015-2016 werd DSC 2e in de Hoofdklasse A, waardoor het zichzelf plaatste voor de play-offs. In de play-offs moest het als 2e geplaatste DSC opnemen tegen het als 1e geplaatste KV Wageningen. Echter won DSC 2 wedstrijden in de best-of-three serie, waardoor het zichzelf naar de kampioenswedstrijd schoot. In deze kampioenswedstrijd was TOP Arnemuiden de tegenstander. De finale bleek een walk-over voor DSC, want het won met 21-13, waardoor de club zich voor de eerste keer in de historie zichzelf had gepromoveerd naar de Korfbal League.
Na deze prestatie nam Van Vloten in 2016, na 4 seizoenen afscheid bij DSC.
Na DSC ging Van Vloten in 2016 aan de slag als hoofdcoach bij KCC, eveneens een ambitieuze Hoofdklasser. In 2015-2016 stond KCC ook in de Hoofdklasse play-offs, maar verloor deze van TOP Arnemuiden.
In seizoen 2016-2017, het eerste seizoen met Van Vloten als hoofdcoach werd KCC 1e in de Hoofdklasse B met ruim 26 punten uit 14 wedstrijden. Hierdoor plaatste het zichzelf voor de play-offs. In deze play-off serie werd in 3 wedstrijden gewonnen van Dalto en stond KCC in de kampioenswedstrijd. In deze eindstrijd won KCC van Avanti met 31-20, waardoor het promoveerde naar de Korfbal League. Het was Van Vloten voor de 2e keer in zijn coachingscarrière gelukt om te promoveren naar het hoogste niveau.

### Korfbal League
In seizoen 2017-2018 was Van Vloten bezig aan zijn 2e seizoen als hoofdcoach bij KCC dat voor het eerst in de clubhistorie meedeed in de Korfbal League. Steevast blijkt dat promovendi het lastig hebben in de League, maar KCC handhaafde zichzelf door als 8e te eindigen in de reguliere competitie.
Na dit seizoen nam Van Vloten afscheid bij KCC.

### DVO
Per 2018 werd Van Vloten hoofdcoach bij een andere Korfbal League club, een club waar hij ook zelf had gespeeld als speler, namelijk DVO/Accountor . De club had het lastig en verkeerde in zwaar weer - in 2018 moest DVO/Accountor zelfs play-downs spelen om zichzelf te handhaven in de Korfbal League.
In 2018-2019, het seizoen met Van Vloten als hoofdcoach deed DVO/Accountor het iets beter. Het werd 8e in de competitie, waardoor het zichzelf veilig speelde.
In zijn tweede seizoen als hoofdcoach, seizoen 2019-2020 verbeterde DVO zijn positie ten opzichte van het jaar ervoor. De ploeg eindigde 6e met 19 punten uit 17 wedstrijden. Dit jaar werd de competitie niet uitgespeeld vanwege de coronapandemie.
In seizoen 2020-2021 was de opzet van de Korfbal League gewijzigd vanwege de coronapandemie. In plaats van 10 teams was de Korfbal League uitgebreid naar 12 teams. Daarnaast gingen niet de beste 4 teams naar de play-offs, maar de beste 8. Na de competitie (van 10 wedstrijden) plaatste DVO zich voor de eerste keer in de clubgeschiedenis voor de play-offs van de Korfbal League. In de eerste play-off ronde moest DVO aantreden tegen titelfavoriet PKC. In de best-of-3 serie verloor DVO in 2 wedstrijden. 
In het 4e seizoen als hoofdcoach was seizoen 2021-2022 ook een sterk seizoen voor DVO. Zo plaatste DVO zich na de eerste competitiefase voor de kampioenspoule.
Na de volledige competitie stond DVO 3e in de ranglijst met 10 punten. Het was het tweede jaar op rij dat DVO in de play-offs stond, hoewel dit jaar er slechts 4 teams naar de play-offs gingen (in tegenstelling tot het jaar ervoor). DVO moest in de play-off serie aantreden tegen PKC, net als het seizoen ervoor. PKC won de best-of-3 serie in 2 wedstrijden.
Iets later, in de veldcompetitie, deed DVO ook mee in de bovenste regionen. Na de reguliere competitie stond DVO 2e in de Ereklasse B, waardoor het ook hier zichzelf plaatste voor de play-offs. In de veldcompetitie is de play-offs slechts 1 wedstrijd (kruisfinale) en in deze wedstrijd kwam DVO uit tegen zaalkampioen Fortuna. DVO won de kruisfinale met een overtuigende 23-14, waardoor het zichzelf voor de eerste keer in de clubgeschiedenis plaatste voor de Nederlandse veldfinale. De tegenstander was PKC. DVO verloor de wedstrijd en moest genoegen nemen met de tweede plaats.
Naar aanleiding van het sterke seizoen met DVO werd Van Vloten uitgeroepen tot Beste Coach van het Jaar.
Seizoen 2022-2023 was een belangrijk seizoen voor DVO. Zo stond de ploeg na 18 competitieduels op de derde plek met 25 punten. Hierdoor plaatste de ploeg zich voor de play-offs, waarin het uit kwam tegen regerend zaalkampioen Fortuna. In de best-of-3 serie won Fortuna de eerste wedstrijd overtuigend met 29-19, maar DVO wist zich op tijd te herpakken. Zo won DVO de tweede en derde (beslissende) wedstrijd en plaatste zich zodoende voor de eerste keer in de clubgeschiedenis voor de Nederlandse zaalfinale. In deze eindstrijd die in Ahoy werd gespeeld was PKC de tegenstander. Uiteindelijk won PKC de zaalfinale met duidelijke cijfers, 33-20. DVO moest genoegen nemen met de tweede plaats.
Iets later, in de veldcompetitie, deed DVO ook goede zaken. Na de reguliere competitie stond de ploeg op de 2e plaats in de Ereklasse B. Hierdoor plaatste DVO zich voor de kruisfinale. In deze wedstrijd trof DVO dezelfde tegenstander als in de playoffs in de zaal, namelijk Fortuna. In deze kruisfinale won Fortuna met 21-18, waardoor DVO zich niet plaatste voor de veldfinale.
In seizoen 2023-2024 deed DVO wederom goede zaken. In de zaalcompetitie stond DVO na de reguliere competitie met 27 punten op de 3e plek. Hierdoor plaatste de ploeg zich voor de play-offs. In de best-of-3 serie moest DVO uitkomen tegen LDODK. In de best-of-3 serie won DVO in 2 wedstrijden en plaatste zich zodoende voor het tweede jaar op rij voor de zaalfinale in Ahoy. En net als vorig jaar was PKC de tegenstander in de finale. Anders dan de finale van 2023 gaf DVO de gehele wedstrijd een strijd, maar uiteindelijk won PKC de finale met 23-21.
Iets later, in de veldcompetitie van 2023-2024 deed DVO ook weer goede zaken. Na de competitie stond het gelijk qua punten met Koog Zaandijk met 10 punten in poule 2. Echter, op basis van onderling restultaat werd DVO 1e in de poule. Hierdoor stootte DVO door naar de kruisfinale. In deze kruisfinale won DVO met 23-18 van DOS'46, waardoor DVO zich voor de veldfinale wist te plaatsen. Tegenstander was Fortuna. DVO speelde een sterke finale en won met 20-13, waardoor het Nederlands veldkampioen werd. Dit was de eerste nationale titel voor DVO in de clubhistorie.
Voor Seizoen 2024-2025 begon DVO met hoge verwachtingen. Vorig seizoen stonden ze in de zaalfinale en werden ze Nederlands veldkampioen en daarnaast waren zij weinig belangrijke spelers verloren. In het zaalseizoen was DVO dan ook oppermachtig. Uiteindelijk sloot DVO het zaalseizoen af op de 1e plaats, wat voor de club nog niet eerder was gebeurd. Hierdoor ging DVO als favoriet de play-offs in. In de best-of-3 serie trof DVO het Papendrechtse PKC. Helaas voor DVO verloren ze de serie in 2 wedstrijden, waardoor het zaalseizoen strandde in de play-offs.
Iets later, in de veldcompetitie, werd de ploeg 1e in de Ereklasse poule B. Hierdoor plaatste DVO zich voor de kruisfinale tegen DOS'46. In deze kruisfinale won DOS'46 met 21-19 waardoor DVO onttroond was als Nederlands veldkampioen. Na het seizoen nam de ploeg afscheid van coach Richard van Vloten.

## Erelijst als Coach
- Nederlands kampioen veldkorfbal, 1x (2024)
- promotie naar Korfbal League, 2x (2016, 2017)
- Beste Coach van het Jaar, 3x (2022, 2023, 2024)